# Leiterplattenbestückung

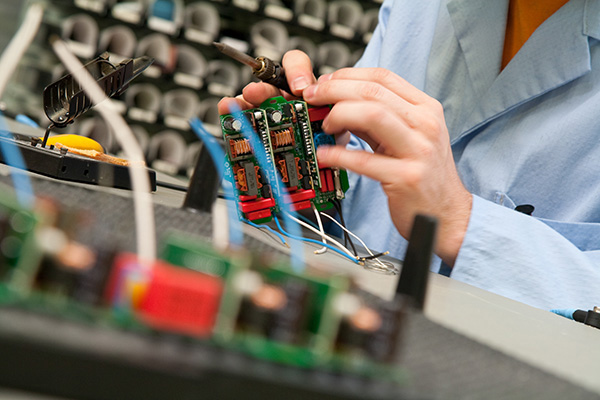
Handlöten von Kabeln und Leiterplattenverbindern

Die Leiterplattenbestückung ist ein Teilbereich von Electronics Manufacturing Services und umfasst zumeist das Setzen und Löten von verschiedenen elektronischen Bauelementen auf eine leere, unbestückte Leiterplatte (Rohplatine) durch spezifische Setz- und Lötverfahren.

## Geschichte
Die Leiterplattenbestückung gewann ab den 1950er und 1960er Jahren bei der Fließbandfertigung von Rundfunk- und Fernsehgeräten in Massenproduktion an Bedeutung. Viele Produktionsschritte waren bereits automatisiert. Die eigentliche Bestückung der Leiterplatten erfolgte jedoch in Handarbeit. Die Anschlussdrähte der Bauteile wurden durch vorher in die Leiterplatten gebohrte Löcher gesteckt und verlötet. Man bezeichnet dieses Fertigungsverfahren als PTH-Bestückung (englisch pin through hole) oder als THT-Bestückung (englisch Through Hole Technology). Heutzutage assoziiert der Großteil mit dem Begriff Leiterplattenbestückung jedoch eine (voll-)automatisierte SMT-Bestückung (englisch surface mounted technology). Diese wurde erst ab Ende der 1980er Jahre durch den technologischen Fortschritt und das Aufkommen computergestützter Bestückungstechniken ermöglicht.

## Arbeitsablauf / Verfahren

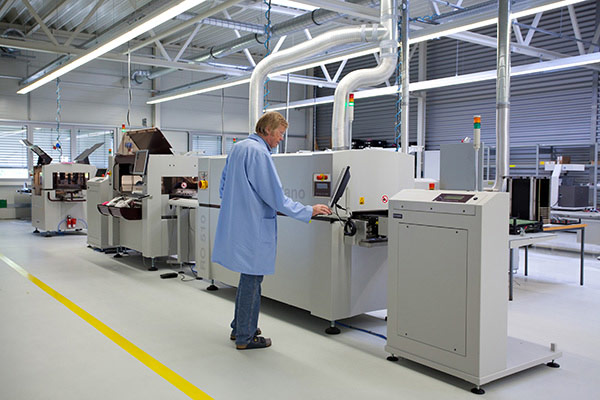
SMT-Bestückung und SMT-Löten mit Hilfe einer vollautomatischen SMT-Bestückungslinie

Dabei können prinzipiell zwei verschiedene Verfahren unterschieden werden: die SMT-Bestückung und die THT-Bestückung. Bei der THT-Bestückung werden bedrahtete Bauteile durch die Öffnungen in der Leiterplatte gesteckt. Dies kann manuell oder aber auch maschinell erfolgen. Im nächsten Schritt wird die Leiterplatte entweder von Hand oder aber maschinell gelötet. Bei der maschinellen Lötung wird entweder eine Selektivlötanlage oder aber eine Wellenlötanlage eingesetzt. Mithilfe dieser Anlagen kann man auch komplizierte Baugruppen unter Qualitäts- und Aufwandsgesichtspunkten optimal und halb- oder vollautomatisch löten.
Bei der heutigen SMT-Bestückung wird als erstes mittels einer speziellen Schablone die Lotpaste in einem Druckprozess auf den entsprechenden Stellen aufgebracht. Anschließend werden die Bauteile entweder von Hand oder maschinell bestückt und anschließend gelötet. Das Löten kann in einer Dampfphase oder aber auch in einem Reflowofen erfolgen. In alten Verfahren wurden die Bauteile auch mittels SMT-Montagekleber auf der Leiterplatte fixiert und anschließend in der Wellenlötanlage bei 250 °C gelötet, bei bleifreien Loten rund 10 bis 30 °C höher, bei 260 bis 280 °C.
Eine Überprüfung der einzelnen Prozessschritte kann mittels SPI (englisch Solder Paste Inspection), AOI (englisch Automatic optical Inspection) oder aber auch AXI (englisch Automatic X-Ray Inspection) erfolgen.
Anschließend erfolgt die Nutzentrennung mittels Nutzentrenner und bei Bedarf eine Schutzlackierung.